# クラブニンテンドー
クラブニンテンドー（club.nintendo）は、任天堂が2003年10月1日から2015年9月30日までウェブ上で行っていた会員制ポイントサービスである。

## 概要
任天堂のゲーム機本体及び周辺機器、サードパーティ含めた任天堂ゲーム機のゲームソフトに同封されている用紙に記されたシリアルナンバーをサイト登録することでポイントを獲得し、そのポイントを消費して非売品のオリジナルグッズを入手できるサービスである。登録費や年会費は無料。メールマガジンの配布や、高ランクのユーザーは任天堂主催のゲームイベントで一定の優遇措置を受けられるといった特典も存在した。会員数はサービス終了発表時点で620万人。
任天堂側には従来のアンケート葉書よりも顧客の購入傾向などが容易に把握できるため、特定ユーザーへのアンケート調査など高精度の市場調査が可能になりCS（顧客満足度）向上を図れるというメリットがある。しかし、規約で禁止されているシリアルナンバーの売買譲渡（シリアルナンバーの用紙、およびシリアルナンバーをそのまま記載したメールによる取引）が、インターネットオークションで横行するなどの問題点もあった。
2015年1月20日、サービス終了を発表し、同年2月1日以降発売のソフトはクラブニンテンドーのポイント登録の対象外とされた。同年9月30日をもってサービスを終了しポイントも失効となった。その後後継の会員制ポイントサービスとして「マイニンテンドー」が発表された。

## 会員特典

### オリジナルグッズ
溜まったポイントを消費しグッズと引き換えるサービス。
| 名称                                                                                | 概要 | 消費ポイント |
| ----------------------------------------------------------------------------------- | --- | ------------ |
| ニンテンドー3DS用「テーマ」                                                         | クラブニンテンドーオリジナルデザインのニンテンドー3DS HOMEメニュー用テーマの引き換え番号。 - クラブニンテンドー（10P） - ニッキーの旅するクイズ（10P） - がんばれキノピオ（20P） - クラブニンテンドー花札（20P） - 任天堂歴代ハード（20P） | 10 - 20P     |
| バッジとれ～るセンター5プレイお試し券                                               | ニンテンドー3DSソフト「バッジとれ～るセンター」で無料で5プレイできるコードの引き換え。 | 20P          |
| Wiiでウルトラハンド                                                                 | 1966年発売の玩具「ウルトラハンド」を題材としたWiiウェア。 | 50P          |
| バーチャルコンソール20タイトル                                                      | 3DS、Wii、Wii Uのバーチャルコンソールが手に入るダウンロード番号。対象タイトルは以下の通り。 - アレイウェイ（3DS、60P） - スーパーマリオランド（3DS、80P） - ゼルダの伝説1（3DS、100P） - アイスクライマー（3DS、100P） - メトロイド（3DS、100P） - 謎の村雨城（3DS、100P） - ジョイメカファイト（Wii、100P） - 光神話 パルテナの鏡（Wii、100P） - トレード&バトル カードヒーロー（3DS、120P） - バルーンファイトGB（3DS、120P） - すってはっくん（Wii、150P） - スーパーマリオカート（Wii、150P） - はじまりの森（Wii、150P） - メイド イン ワリオ（Wii U、150P） - スーパーマリオボール（Wii U、150P） - マーヴェラス ～もうひとつの宝島～（Wii U、150P） - マリオvs.ドンキーコング（Wii U、150P） - F-ZERO FOR GAMEBOY ADVANCE（Wii U、150P） - テン・エイティ スノーボーディング（Wii、200P） - 罪と罰 〜地球の継承者〜（Wii、200P） | 60 - 200P    |
| マリオカレンダー                                                                    | 月毎にマリオが描かれたカード式の卓上カレンダー。 形状は2014年以前の物と同じ。 | 70P          |
| オリジナルカードe+「ポケモンバトルカードe+」                                        | 『ポケットモンスター ルビー・サファイア』専用 | 80P          |
| オリジナルカードe+ 「ポケモンバトルカードe+ ファイアレッド&リーフグリーン」         | 『ポケットモンスター ファイアレッド・リーフグリーン』専用 | 80P          |
| オリジナルカードe+「ピクミンパズルカードe+」                                        | 『ピクミン2』専用 | 80P          |
| ポストカードブック（歴代携帯ゲーム機）                                              | 任天堂の歴代携帯ゲーム機がデザインされたポストカードのセット。 | 80P          |
| クラブニンテンドーピクロス                                                          | 『ピクロスe』シリーズをベースに任天堂のゲームを題材にしたニンテンドー3DSダウンロードソフト。 | 80P          |
| ニッキーの旅するクイズ                                                              | 日本各地のクイズ問題を収録したニンテンドー3DSソフト。 | 80P          |
| タオルハンカチ                                                                      | 綿100%、サイズ約25×25cmのハンカチ。 デザインはドンキーコング、ロゼッタ、イカ（スプラトゥーン）の3種類。 | 80P          |
| オリジナル年賀はがき2006                                                            | カービィ・ゼルダ・マリオ・どうぶつの森・ポケモンの5種。 各シリーズのみを5枚1組にした1パックのみ、3パックセット、それに全種25枚1パックの全3種。 はがき毎にオリジナルDSが当たる抽選用ナンバーを印刷。 | 100/200/300P |
| オリジナルデザインクリアファイル                                                    | 任天堂キャラクターが描かれたA4サイズのクリアファイル。 マリオ・ゼルダ・カービィ・ポケモンの4種。 | 100P         |
| 街へいこうよ どうぶつの森 レターセット                                              | 便箋・封筒・シールのセット。 | 100P         |
| パステルカラータッチペン                                                            | ドット絵のマリオ・リンク・ドンキーコングをあしらったタッチペン。全3種。 | 100P         |
| クラブニンテンドーキンチャク（リバーシブル）                                        | ニンテンドーDSシリーズ、ニンテンドー3DSが収納可能な巾着。青、赤の2種類。 | 120P         |
| クラブニンテンドーキンチャク（内部メッシュ）                                        | ニンテンドーDSシリーズ、ニンテンドー3DS / ニンテンドー3DS LLが収納可能な巾着。 ライトブルー、ブルー、ライトグレーの3種類。 | 120P         |
| リングノート                                                                        | 任天堂のおなじみのキャラが表紙にプリントされたノート。全5種類。 | 120P         |
| リングノート（レインボー）                                                          | レインボー箔によるマリオが表紙にプリントされたノート。 | 120P         |
| ドットルイージタオルハンカチ                                                        | ドットのルイージが織り込まれたタオルハンカチ。 | 120P         |
| クラブニンテンドーキンチャク（どうぶつの森）                                        | どうぶつの森をイメージした巾着。 ピンクとライトブルーの2種類。 | 120P         |
| ルイージタオルハンカチ                                                              | ルイージのイラストを織り込んだタオルハンカチ。 | 120P         |
| オリジナルDSタッチペン 7色セット                                                    | レインボーカラーの7色セット。 | 150P         |
| オリジナルミニテープ                                                                | どうぶつの森デザインのセロハンテープ3巻。 | 150P         |
| オリジナルGCネームプレート                                                          | GC用の取り替えネームプレート。 『どうぶつの森』、『ゼルダの伝説 風のタクト』、『マリオカート ダブルダッシュ!!』の3種類。 | 150P         |
| マリオカートDSタッチペン                                                            | カートに乗ったマリオのフィギュアが付いたタッチペン。 | 150P         |
| DSカードケース18                                                                    | DSカードを18枚収納出来るプラスチック製のケース。 DSのゲームソフトが入っているケースと同じサイズ。 | 150P         |
| Wiiリモコンスタンド                                                                 | Wiiリモコンやヌンチャクが収納可能なスタンド。 「シロ」と期間限定で配布された「クロ」があった。 | 150P         |
| タオルハンカチ                                                                      | 任天堂のおなじみのキャラがプリントされたハンカチ。3種類。 それぞれ絵柄も違う。 | 150P         |
| クラブニンテンドー扇子                                                              | 任天堂のキャラクターがデザインされた扇子。4種類。 それぞれ絵柄も違う。 | 150P         |
| Wii名刺引換番号                                                                     | 「デジカメプリントチャンネル」から「Wii名刺（Mii）」1セット（30枚）を無料で注文できる「引換番号」。 | 150P         |
| カービィのスナップポーチ                                                            | カービィの刺繍入りポーチ。 オレンジ、グリーンの2種類。 | 150P         |
| トモダチコレクション 新生活 ファッションカタログ                                    | 『トモダチコレクション 新生活』のファッションカタログ風冊子。 同ソフトのダウンロード版購入者には50Pで交換出来る優待キャンペーンが行われていた。 | 150P         |
| ニンテンドー3DSカードケース18                                                       | 3DSソフトとDSソフトを18枚収納出来るケース。 『DSカードケース18』の後継的グッズ。 | 150P         |
| ファミコンリングノート                                                              | ファミコン本体がデザインされたリングノート。B6サイズ。 | 150P         |
| ラバーコースター                                                                    | 樹脂製のコースター。 デザインはハテナブロック、レンガブロック、ボムヘイ、ファイアフラワーの4種類。 | 150P         |
| ヨッシーのクリーナークロス                                                          | マイクロファイバー製のクリーナークロス。 緑のヨッシー柄とピンクのヨッシー柄の2枚セット。 | 180P         |
| アシュリーのクリーナークロス2枚セット                                               | アシュリーが描かれたクリーナークロスの2枚セット。 | 180P         |
| オリジナルタッチペンセット                                                          | 「club.nintendo」と書かれた白と黒のタッチペン。2本セット。 | 180P         |
| スーパーマリオ ひらいて だあれだ!?                                                  | マリオのキャラクター達が登場する幼児向けの絵本。 | 180P         |
| マリオカート8 オリジナルサウンドトラック                                            | 『マリオカート8』のサウンドトラック。CD2枚組。 | 180P         |
| オリジナルタオルハンカチ                                                            | ドット絵のマリオをあしらった2枚セット。 | 200P         |
| オリジナルフェイスプレート 「ファミコン IIコンバージョン」                          | ゲームボーイミクロ用の着せ替えパネル。 | 200P         |
| オリジナルリングノート                                                              | マリオ・リンクの2冊セット。A5版。 | 200P         |
| どうぶつの森卓上カレンダー                                                          | 2006年4月から2007年3月まで使える卓上カレンダー。 | 200P         |
| オリジナルDSポーチ「マリオ帽」                                                      | マリオの帽子を象ったクッション素材のDS専用ポーチ。 | 200P         |
| ニンテンドーDSiカバー                                                               | ニンテンドーDSiを入れるカバータイプのケース。 オレンジ、ベージュ、ネイビーの3色。 | 200P         |
| オリジナルペンケース                                                                | マリオのデザインの裏地とオリジナルのファスナーが特徴のオリジナルペンケース。紺、赤の2色。 | 200P         |
| 星のカービィ20周年記念メダル                                                        | 星のカービィ20周年を記念した特製メダル。 | 200P         |
| THE YEAR OF LUIGI ノート&ボールペン                                                 | ルイージデザインのA5サイズリングノートとルイージ30周年のロゴが入ったボールペンのセット。 『New スーパールイージ U』のポイントを登録すると100Pで交換出来た。 | 200P         |
| ニンテンドー3DS LL カラー充電台                                                     | オリジナルカラーのニンテンドー3DS LL専用充電台。AC充電器は付属しない。 イエロー、グリーン、ブルー、ホワイト、レッドの5種類。 | 200P         |
| THE YEAR OF LUIGI クリーナークロス                                                  | 『Dr.LUIGI & 細菌撲滅』デザインのクリーナークロス。2枚セット。 同ソフトのポイントを登録すると100Pで交換できた。 | 200P         |
| スーパーマリオ デコレーションテープセット                                           | ドットのスーパーマリオデザインのマスキングテープ。3巻組。 | 200P         |
| どうぶつの森ミニトランプ                                                            | どうぶつの森デザインの手のひらサイズのトランプ。2個セット。 | 200P         |
| スーパーマリオデコレーションテープセット                                            | マリオデザインの紙製テープ（マスキングテープ）。3巻セット。 | 200P         |
| どうぶつの森トランプ                                                                | 『どうぶつの森』のキャラクターが描かれたトランプ。 | 250P         |
| オリジナルDSカードケース                                                            | DSカード8枚とタッチペンを収納出来る。 | 250P         |
| プロモーション用ポスター 「ゼルダの伝説シリーズ」                                   | 『時のオカリナ』『ムジュラの仮面』『風のタクト』の3枚セット。B2版。 | 250P         |
| プロモーション用ポスター 「ファイアーエムブレムシリーズ」                           | 『封印の剣』『烈火の剣』『聖魔の光石』の3枚セット。B2版。 | 250P         |
| オリジナルDS Liteポーチ                                                             | ドット絵のマリオが描かれているDS Lite専用ポーチ。全5色。 | 250P         |
| ニンテンドーDS Liteポーチ                                                           | ニンテンドーDS Lite用のポーチ。初期は全8色。のち4色追加。 | 250P         |
| オリジナルマリオバッジ                                                              | マリオ等のキャラクターがデザインされたバッジ。全4種。 | 250P         |
| ゼルダの伝説ポスターセット                                                          | 『夢幻の砂時計』、『トワイライトプリンセス』、『歴代リンクポスター』の3枚セット。 | 250P         |
| どうぶつの森収集箱                                                                  | 『街へいこうよ どうぶつの森』のキャラクターをデザインした、ダンボール製の組み立て箱。 | 250P         |
| どうぶつの森ミニバッグ                                                              | どうぶつの森のイラストをあしらったミニバック。 | 250P         |
| 等身大MiiさつえいARカード                                                           | 『ARゲームズ』用の特大ARカード。2011年6月末までは100ポイントで交換できた。 | 250P         |
| ゼルダの伝説ポスターセット 25周年記念&スカイウォードソード                          | 『ゼルダの伝説 スカイウォードソード』のポスター2枚、25周年を記念した特製ポスター1枚のセット。 | 250P         |
| どうぶつの森ポケットダイアリー                                                      | 4種類のカバーデザインが付属したA6サイズの手帳。糸かがり製本。 『とびだせ どうぶつの森』ダウンロード版購入者は80Pで交換出来る優待キャンペーンが行われていた。 期間限定。 | 250P         |
| どうぶつの森マグネット                                                              | 『とびだせ どうぶつの森』に登場する「しずえ」と「ケント」の顔が描かれたマグネット。 | 250P         |
| オリジナルバッジ                                                                    | 任天堂のキャラクターがデザインされたバッジ。銅製。 カービィ・ピクミン・リンクの3種類。 | 250P         |
| ニンテンドー3DSポーチ                                                               | ニンテンドー3DS本体を収納出来るポーチ。 マリオ帽とルイージ帽の2種類。 | 250P         |
| オリジナルショッピングバッグ                                                        | テレサやクリボー等がプリントされたポリエステル製のバッグ。 | 250P         |
| マッチングカードゲーム                                                              | 30種類のカードがそれぞれ2枚の合計60枚が入ったカードセット。化粧箱付き。 | 250P         |
| 鬼神リンク ジグソーパズル                                                           | 鬼神リンクがデザインされた300ピースのジグソーパズル。 蓄光インクが使用されている。 | 250P         |
| キャラクターキンチャク                                                              | キャラクターが描かれたキンチャク。 デザインはスーパーマリオ、どうぶつの森の2種類。 | 250P         |
| オリジナルショッピングバッグ                                                        | マリオシリーズのキャラクター達がプリントされたポリエステル製のバッグ。 | 250P         |
| オリジナルデザインTシャツ 「任天堂歴代コントローラー」                              | 歴代のコントローラーがプリントされたTシャツ。M・Lサイズあり。 | 300P         |
| 7色タッチペン&カードケース「スーパーマリオ」 「どうぶつの森」「クラブニンテンドー」 | DS Lite用タッチペン7色とDSカード9枚・タッチペンを収納出来るケースのセット。 | 300P         |
| マリオ&ルイージミニポーチ                                                           | マリオ、ルイージの帽子を象ったミニポーチ。2個セット。 | 300P         |
| マリオポスターセット                                                                | マリオシリーズのイラストがデザインされたポスター3枚組。 | 300P         |
| どうぶつの森 マグネットクリップ                                                     | 『街へいこうよ どうぶつの森』キャラクターをデザインした、マグネット付きにクリップ5個セット。 | 300P         |
| マリオパーティトランプ                                                              | 『マリオパーティ』のイラストを分割した、パズルとしても楽しめるトランプ。 | 300P         |
| クラブニンテンドー手ぬぐい                                                          | 任天堂のキャラクターがデザインされた注染染めの手ぬぐい。全6種 | 300P         |
| オリジナルカラーWiiリモコンストラップセット                                         | 『New スーパーマリオブラザーズ Wii』のプレイヤーキャラクター4色のWiiリモコンストラップセット。 | 300P         |
| ドットマリオカードホルダー                                                          | ドットマリオを型押したカードホルダー。カードを36枚収納する事が出来る。ARカード3枚付き。 | 300P         |
| オリジナルフィギュア「マリオ ファミリー」                                           | マリオ・ルイージ・ピーチ・キノピオ・ヨッシーの5体セット。 | 350P         |
| DSカードケース（ホワイト）                                                          | ホワイトカラーのカードケース。6枚収納。 | 350P         |
| オリジナルゲームラック                                                              | DS用ソフトのパッケージを8本並べられるラック。 | 350P         |
| カービィのフライングディスク                                                        | カービィをデザインしたナイロン製のフライングディスク。 | 350P         |
| トートバッグ（スーパーキノコ）                                                      | 水玉模様とスーパーキノコがあしらわれたトートバッグ。 | 350P         |
| クラブニンテンドーTシャツ2015 子供向け                                              | 子供向けサイズのオリジナルTシャツ。 デザインはどうぶつの森とゲッソーの2種類。 | 350P         |
| ドットマリオティッシュカバー                                                        | スーパーマリオデザインのティッシュボックス用カバー。 | 350P         |
| オリジナルメモリーカード251                                                         | 白と水色のツートンカラー。 | 400P         |
| オリジナルワイヤレスアダプタ「ファミコンカラー」                                    | 白と臙脂のツートンカラー。GBA用。 | 400P         |
| ニンテンドーサウンドセレクション Vol.1「ピーチ」                                    | オリジナルCD。リラックス系の選曲。 | 400P         |
| ニンテンドーサウンドセレクション Vol.2「クッパ」                                    | オリジナルCD。激しい曲が中心。 | 400P         |
| ニンテンドーサウンドセレクション Vol.3「ルイージ」                                  | オリジナルCD。 隠れた名曲の選曲。 | 400P         |
| スーパーマリオギャラクシー サウンドトラック                                         | 『スーパーマリオギャラクシー』のサウンドトラック。 同ソフトのシリアルナンバーを登録すると250Pで交換できた。 2007年プラチナ会員のプレゼントの1つ「スーパーマリオギャラクシー プラチナバージョン」の1枚目と同じ。 | 400P         |
| 星のカービィ ウルトラスーパーデラックス サウンドトラック                            | 『星のカービィ ウルトラスーパーデラックス』のサウンドトラック。 同ソフトのシリアルナンバーを登録すると250Pで交換出来た。 | 400P         |
| Touch! Generations サウンドトラック                                                 | Touch! GenerationsのソフトやWiiチャンネルの曲から爽やかな曲を中心に収録したCD。 | 400P         |
| マリオ&ルイージRPG サウンドセレクション                                             | 『マリオ&ルイージRPG』シリーズのサウンドトラック。 『マリオ&ルイージRPG3』のシリアルナンバーを登録すると250Pで交換出来た。 | 400P         |
| ファイアーエムブレム 覚醒 ミュージックセレクション                                  | 『ファイアーエムブレム 覚醒』のBGMのうち20曲を収録したサウンドトラック。 同ソフトのシリアルナンバーを登録すると250Pで交換出来た。 | 400P         |
| ドンキーコング リターンズ サウンドトラック                                          | 『ドンキーコング リターンズ』のサウンドトラック。 同ソフトのシリアルナンバーを登録すると250Pで交換出来た（2012年1月31日まで）。 | 400P         |
| THE YEAR OF LUIGI サウンドセレクション                                              | ルイージ生誕30週年を記念したサウンドトラックCD。30曲収録。 『ルイージマンション2』『New スーパールイージ U』『マリオ&ルイージRPG4 ドリームアドベンチャー』のいずれかのポイントを登録すると200Pで交換出来た。 | 400P         |
| 星のカービィ Wii ミュージックセレクション                                           | 『星のカービィ Wii』のBGMのうち42曲とボーナストラック3曲を収録したサウンドトラック。 同ソフトまたは『星のカービィ 20周年スペシャルコレクション』のシリアルナンバーを登録すると250Pで交換出来た（2012年9月30日まで）。 | 400P         |
| 新・光神話 パルテナの鏡 ミュージックセレクション                                    | 『新・光神話 パルテナの鏡』のBGMのうち25曲を収録したサウンドトラック。 同ソフトのシリアルナンバーを登録すると250Pで交換出来た（2012年5月2日まで）。 | 400P         |
| 星のカービィ トリプルデラックス サウンドセレクション                                | 『星のカービィ トリプルデラックス』のBGM46曲にボーナストラック3曲を収録したサウンドトラックCD。 同ソフトのポイントを登録すると250Pで交換出来た（2014年4月30日まで）。 | 400P         |
| クラブニンテンドー花札                                                              | マリオなどのキャラクターがデザインされた花札。黒の1種類。 | 400P         |
| カービィのひざかけ                                                                  | カービィが描かれた青のひざかけ。 | 400P         |
| ヨッシーのタマゴ カード&ケース                                                      | タマゴ型のケースとヨッシーが描かれた絵合わせを楽しめるカード16枚。 | 400P         |
| THE YEAR OF LUIGI ニンテンドー3DS LL ポーチ                                         | ルイージ30周年のロゴがプリントされたポーチと108ピースのジグソーパズルのセット。 『ルイージマンション2』『マリオ&ルイージRPG4 ドリームアドベンチャー』のどちらかのポイントを登録すると300Pで交換出来た。 | 450P         |
| キャンバスボックス                                                                  | マリオの敵キャラが描かれた収納ボックス。グリーンの1種類 | 450P         |
| GC用ソフト「ゼルダコレクション」                                                    | ゼルダの伝説シリーズ4タイトルを収録。 『ゼルダの伝説 4つの剣+』のシリアルナンバーを登録すると150Pで交換できた。 | 500P         |
| GC用オリジナルデザインコントローラ「クラブニンテンドー」                            | 白と水色のツートンカラー。 | 500P         |
| GC用オリジナルデザインコントローラ「マリオ」                                        | 赤と紺のツートンカラー。 | 500P         |
| GC用オリジナルデザインコントローラ「ルイージ」                                      | 緑と紺のツートンカラー。 | 500P         |
| GC用オリジナルデザインコントローラ「ワリオ」                                        | 黄と紫のツートンカラー。 | 500P         |
| DSカードケース（シルバー）                                                          | シルバーカラーのカードケース。6枚収納。 メタルタッチペン1本が付属。 | 500P         |
| 絶叫戦士サケブレイン                                                                | 「マイクアクション」が特徴のオリジナルDS用ソフト。2〜3人用。 | 500P         |
| ゲーム&ウオッチコレクション                                                         | ゲーム&ウオッチの「ドンキーコング」「オイルパニック」「グリーンハウス」を収録したDS用ソフト。 | 500P         |
| ゲーム&ウオッチコレクション2                                                        | ゲーム&ウオッチの「パラシュート」「オクトパス」と オリジナルゲーム「パラシュート×オクトパス」を収録したDS用ソフト。 | 500P         |
| スーパーマリオギャラクシー2 サウンドトラック                                        | 『スーパーマリオギャラクシー2』のサウンドトラック。CD2枚組。 同ソフトのポイントを登録すると300ポイントで交換出来た。 | 500P         |
| スーパーマリオ 3Dワールド サウンドトラック                                          | 『スーパーマリオ 3Dワールド』のサウンドトラック。CD2枚組。 同ソフトのポイントを登録すると250ポイントで交換出来た。 | 500P         |
| どうぶつの森かるた                                                                  | どうぶつの森シリーズの住人を描いたかるた。 | 500P         |
| ゼルダの伝説 神々のトライフォース2 サウンドセレクション                             | 『ゼルダの伝説 神々のトライフォース2』のサウンドトラック。CD2枚組。 2014年11月30日まで期間限定で250ポイントで交換出来た。 | 500P         |
| 任天童子                                                                            | ダンジョンRPGの要素を取り入れたターン制カードゲーム。 元々は2012年度ランク別特典でゴールド以上の会員向けに配布されたもの。 DSiウェアだが遊ぶには3DSが必要。 | 500P         |
| ニンテンドーサウンドセレクション エンディング&スタッフロール                        | 任天堂ゲームのエンディング、スタッフロールで流れるBGMを30曲収録した2枚組CD。 ブックレット付き。 | 500P         |
| クラブニンテンドーオリジナルポロシャツ2012                                          | カスタマイズ可能なプリントされたポロシャツ。 男性と女性用のS・M・Lサイズあり。 | 550P         |
| キャンバスボックス カラフル                                                         | キノコやフラワーがプリントされたカラフルな収納ケース。 | 550P         |
| クラブニンテンドーTシャツ2015                                                       | オリジナルTシャツ。サイズはMとL。 『クラブニンテンドー』『ゲーム&ウオッチ』『ゲッソー』『スーパーファミコン』『ゼルダの伝説』の5種類。 | 550P         |
| GBASPボディーカラーチェンジ                                                         | ライムグリーン、フレイムレッド、パールホワイトのモノトーン3種類。 任天堂に対象本体を送付してボディ交換をしてもらう。 | 600P         |
| GBASPボディーカラーチェンジ ツートン                                                | パールピンク×プラチナシルバー、パールブルー×プラチナシルバー、 オニキスブラック×プラチナシルバー、サムスツートン（サムスレッド×サムスオレンジ）の4種類。 本体の上半分と下半分で色が分かれる。任天堂に対象本体を送付してボディ交換をしてもらう。 | 600P         |
| クラブニンテンドーオリジナルTシャツ2010                                             | カスタマイズ可能なプリントされたTシャツ。S・M・Lサイズあり。 | 600P         |
| ゴールデンヌンチャク                                                                | 「ヌンチャク」の限定色。 『ゼルダの伝説 スカイウォードソード』のシリアルナンバーを登録すると400Pで交換出来た（2012年2月20日まで）。 | 600P         |
| クラブニンテンドーTシャツ2013                                                       | 任天堂のゲームをモチーフにしたオリジナルTシャツ。サイズはMとLの2種類。 『ピクミン3』『The Wonderful 101』『ゼルダの伝説 風のタクトHD』の3種類。 | 600P         |
| 3Dペーパーモデル「マリオ」                                                          | カットされた薄手のダンボールのパーツを組み合わせてマリオを組み立てるペーパークラフトグッズ。 | 600P         |
| Wiiハンドル                                                                         | Wiiリモコンを取り付ける周辺機器。 『ピーチ（ピンク）』『マリオ（赤）』『ヨッシー（黄緑）』『ルイージ（緑）』の4種類。 | 600P         |
| スターテンビリオン                                                                  | 1980年発売のパズル玩具「テンビリオン」のリメイク品。 | 650P         |
| ヨッシーのぬいぐるみ                                                                | りんごを抱えたヨッシーのぬいぐるみ。（1回までの交換） | 650P         |
| ゴールデンクラシックコントローラPRO                                                 | クラシックコントローラPROの限定色。 『ゴールデンアイ 007』のシリアルナンバーを登録すると300Pで交換出来た （2011年8月31日まで）。 | 700P         |
| ニンテンドープリペイド番号4000円                                                    | 4000円分のニンテンドープリペイド番号が貰える。（1回までの交換） 2015年1月19日までに入会した会員限定。 | 800P         |
| ファミコンウォーズDS 失われた光                                                     | 元々は2013年度プラチナ会員向けに配布されたもの。 DSiウェアだが遊ぶには3DSが必要。 | 800P         |
| GC用オリジナルデザインウェーブバード 「クラブニンテンドー」                         | 白と水色のツートンカラー。 | 900P         |
| スーパーマリオキャラクターズフィギュア                                              | 透明のドーム状ケースにマリオシリーズのキャラクターを揃えたフィギュア。 | 900P         |
| エキサイト猛マシン                                                                  | 2009年に北米で発売されたWii用ソフト『Excitebots: Trick Racing』の日本語版 （1回までの交換、在庫限りで終了）。 | 1000P        |

### 会員ランク
1年間の新規登録ポイント数に応じて3段階のランクが設けられている。各ランクによって異なる特典が得られる。
2014年度で廃止。
| 会員ランク   | 必要ポイント数         |
| ------------ | ---------------------- |
| 一般会員     | 年間ポイント200P未満   |
| ゴールド会員 | 年間ポイント200P〜399P |
| プラチナ会員 | 年間ポイント400P以上   |

2004年度ランク別特典
ゴールド会員
オリジナルeカタログ（GC専用ディスク）
プラチナ会員
ゴールド会員特典+イベント「NINTENDO WORLD Touch! DS」でのゴールドマリオフィギュアプレゼント、DS本体プレゼントのクイズ参加権、ピクトチャットステージイベント参加権、専用試遊台
2005年度ランク別特典
ゴールド会員
特製2006年カレンダー
プラチナ会員
ゴールド会員特典+Wiiリモコン型TVリモコン
2006年度ランク別特典
ゴールド会員
2007年クラブニンテンドーカレンダー
プラチナ会員（どちらか1つ）
Mii刻印Wiiリモコン電池ブタ、『チンクルのバルーンファイトDS』
2007年度ランク別特典
ゴールド会員
クラブニンテンドーカレンダー2008
プラチナ会員（どれか1つ）
Wii スーパーファミコン クラシックコントローラ
『スーパーマリオギャラクシー』サウンドトラック プラチナバージョン
クラブニンテンドーカレンダー2008 2冊
2008年度ランク別特典
ゴールド会員
クラブニンテンドーカレンダー2009
プラチナ会員（どれか1つ）
Wiiゴールデンハンドル
クラブニンテンドーカレンダー2009 3冊
スーパーマリオの帽子 - 当初は2009年3月発送予定だったが、「任天堂の品質基準を十分に満たしていない」との理由で6月に延期になった。
400ポイント進呈 - 上記の発送遅延のため、スーパーマリオ帽子の希望者のみ、その代替に早期に受け取れる特典として選択可能になった。ランクポイントは変わらない。
2009年度ランク別特典
ゴールド会員
クラブニンテンドーカレンダー2010
プラチナ会員
「ゲーム&ウオッチ ボール」 復刻版
2010年度ランク別特典
ゴールド会員
クラブニンテンドーカレンダー2011
プラチナ会員（どれか1つ、この時に選択しなかった特典は250ポイントで各特典1人1個まで交換可能）
オリジナルハンカチセット
オリジナルバッジコレクション
クラブニンテンドーカレンダー2011 2冊
2011年度ランク別特典
ゴールド会員
クラブニンテンドーカレンダー2012
プラチナ会員（どれか1つ、この時に選択しなかった特典は400ポイントで交換可能）
ドットマリオクッション
Wii Fit Plus、マリオカートWii、スターフォックス64 3D、トモダチコレクション、パイロットウイングス リゾートのCDをどれか2枚
クラブニンテンドーカレンダー2012 2冊
2012年度ランク別特典
ゴールド会員（どちらか1つ）
DSiウェア『任天童子』 - 2013年4月3日配信開始、ニンテンドー3DS、3DS LLのみダウンロード可能（ニンテンドーDSi、DSi LLはダウンロード不可）
クラブニンテンドーカレンダー2013
プラチナ会員（どれか2つ、この時に選択しなかった特典は300ポイントで各特典1人1個まで交換可能）
DSiウェア『任天童子』
クラブニンテンドーカレンダー2013
プレミアムマリオトランプ
ピクミントートバッグ
2013年度ランク別特典
ゴールド会員
クラブニンテンドーカレンダー2014
プラチナ会員（2つ）
クラブニンテンドーカレンダー2014
DSiウェア『ファミコンウォーズDS 失われた光』ダウンロード番号 - 2013年10月30日ダウンロード提供開始、ニンテンドー3DS、3DS LLのみダウンロード可能（ニンテンドーDSi、DSi LLはダウンロード不可）。『ファミコンウォーズDS 失われた光』は、2014年5月よりクラブニンテンドーのポイント交換グッズにも追加された。
2014年度ランク別特典
ゴールド会員
クラブニンテンドーカレンダー2015
プラチナ会員（2つ）
クラブニンテンドーカレンダー2015
3DSダウンロードソフト『クラブニンテンドー ピクロス＋』ダウンロード番号

### クラブニンテンドーニュース
特定のソフトを登録すると送信されるメール。

### キャンペーン
不定期に行われる期間限定のキャンペーン。キャンペーンのみの特別グッズ等が手に入る。

## ポイント制度

### 購入ポイント
登録時に加算される基本ポイント。メーカー希望小売価格（税別）に準じて加算される。同一ソフトは基本的に1本のみ登録可能（通常版・限定版という様な付属物の違いも同一ソフトであれば1本扱い）である。Wii Uは色問わず合計8台、Wiiは1台のみ（ただし、シロとクロとスーパーマリオ25周年仕様は別のWiiとして登録可能。つまり実質色が違えば3台まで登録可）、ニンテンドー3DS・3DS LL・ニンテンドーDSi・DSi LLは各色4台まで、ニンテンドーDS・ニンテンドーDS Lite・ゲームボーイミクロは各色2台まで登録可能。また、Wii用コントローラについては単品販売分のみ、リモコンとヌンチャクはそれぞれ3個まで、クラシックコントローラ（PROは別加算）は4個まで登録可能。3DSやWii Uではダウンロード版が併売されているものがあるが、ダウンロード版はパッケージ版とは独立して数えられ、同一ソフトであってもWii Uのソフトは2本、3DSのソフトは8本登録可能である。2014年10月11日のNewニンテンドー3DS以降に新たに発売されたゲーム機本体、周辺機器にはクラブニンテンドーポイントの用紙は封入されない。2015年2月以降に販売される新作タイトルにはポイント用紙が封入されず、ダウンロード版のポイントも付与されなくなった。
ただし、『ポケットモンスター』シリーズは例外的に、ファイアレッド・リーフグリーン・エメラルド・ダイヤモンド・パール・プラチナ・ハートゴールド・ソウルシルバー・ブラック・ホワイト・ブラック2・ホワイト2・X・Y・オメガルビー・アルファサファイアはそれぞれ2本まで登録可能。
なお、今までに登録したポイント履歴は、クラブニンテンドーログイン後の「登録したポイント情報」をクリックすると表示される。
| ソフト価格（税別）                    | 取得ポイント |
| ------------------------------------- | ------------ |
| 5,000円以上                           | 30P          |
| 3,000円〜4,999円                      | 20P          |
| 2,999円以下                           | 15P          |
| ハード                                | 取得ポイント |
| Wii本体                               | 80P          |
| Wii U本体                             | 80P          |
| ニンテンドー3DS・3DS LL本体           | 80P          |
| Wiiリモコン・Wiiリモコンプラス        | 20P          |
| ヌンチャク                            | 10P          |
| クラシックコントローラPRO             | 10P          |
| クラシックコントローラ                | 10P          |
| Wiiモーションプラス                   | 10P          |
| Wii専用 LANアダプタ                   | 15P          |
| ニンテンドーWi-Fiネットワークアダプタ | 30P          |
| ニンテンドー3DS専用拡張スライドパッド | 10P          |
| ニンテンドーDSi本体・DSi LL本体       | 60P          |
| ニンテンドーDS・DS Lite本体           | 50P          |
| ゲームボーイミクロ本体                | 40P          |
| プレイやん                            | 20P          |
| ニンテンドーWi-Fi USBコネクタ         | 15P          |
| ニンテンドーDSブラウザー              | 20P          |
| DSシリーズ専用 イヤホンマイク         | 10P          |
| DSシリーズ専用 マグネットスタンド     | 10P          |
| ワンセグ受信アダプタ DSテレビ         | 30P          |
| 生活リズム計                          | 10P          |
| Wii U PROコントローラー               | 20P          |
| Wiiリモコンプラス追加パック           | 30P          |

#### ポイント有効期限延長
「2005年4月以降発売のソフトで、発売2年目の1年間で5万本以上販売したソフト」については、シリアルナンバー登録の有効期限が1年間延長される制度。発売3年目以降も同様の条件を満たすと、さらに1年間延長となる。2014年3月20日限りで新規適用が終了となった。

### ボーナス
早期購入ボーナス
発売から4週間以内にポイント登録をするとボーナスポイントが加算される。
| ソフト価格（税別） | 取得ポイント |
| ------------------ | ------------ |
| 5,000円以上        | +30P         |
| 3,000円〜4,999円   | +20P         |
| 2,999円以下        | +15P         |

※2006年6月22日以前に発売のソフトまでは5週目以降にもボーナスポイントが加算されていたが廃止され、代わりにプレイ後アンケートが開始された。
予約ボーナス
対象商品を発売日の3週間前から前日までに予約登録し、発売日から2週間以内にポイント登録をするとボーナスポイントが加算される。対象商品によってボーナスポイントが異なる。基本的に任天堂のソフトが対象。

### プレイ後アンケート
購入したソフトのアンケートに答えるとポイントが加算される（回答可能期限がある）。2006年6月22日以降発売のソフト対象。2014年4月1日以降は、全てのバーチャルコンソールの配信タイトル（配信中も含む）、体験版（3DS・Wii U）がアンケート対象外になった。
2015年4月20日まではWiiウェアソフト、DSiウェア、Wii U・3DSダウンロードソフトもアンケート対象だった。加算されるポイントはタイトル毎に異なる。

### アンケート
年に数回のメールによるアンケートが行われる。ポイントはアンケートによって変動する。アンケートは抽選制となっており、すべての会員に送られるわけではない。